# Vlaanderen (lied)
Vlaanderen is een Nederlandstalig liedje van de Nederlandse artiest Paul van Vliet uit 1982. Het nummer gaat over de sfeer in Vlaanderen, en over het verlangen daarnaar. Lex Jaspers schreef de melodie, terwijl de tekst van de zanger zelf is. Hij wordt begeleid door een ensemble onder leiding van Ruud Jacobs. Het lied is opgenomen in de Hilversumse Wisseloordstudio's met een arrangement van Lex Jasper. 
De B-kant van de single was het liedje Er Is Nog Zoveel Niet Gezegd.